# Lonnie Donegan
Anthony James Donegan MBE, känd som Lonnie Donegan, född 29 april 1931 i Glasgow, Skottland, död 3 november 2002 i Market Deeping, Lincolnshire, var en brittisk sångare inom skiffle-musik. "King of Skiffle" var det smeknamn som Anthony James Donegan fick under 1950-talet och som sedan följde honom under karriären. I slutet av 1940-talet började han spela banjo i Chris Barbers orkester och 1952 bildade han en egen grupp, Tony Donegan Jazzband. Han var mycket förtjust i amerikansk folk- och bluesmusik och sedan hans band en gång varit förband åt den amerikanske bluesmannen Lonnie Johnson tog Donegan hans förnamn som sitt artistnamn.
Under 1950-talet fortsatte Lonnie Donegan att spela med Chris Barbers orkester, som senare togs över av Ken Colyer och fick namnet Ken Colyer's Jazzmen. I pauserna i bandets spelningar brukade Lonnie Donegan plocka fram bland annat en tvättbräda och en akustisk gitarr och framföra några låtar i en speciell stil, som kom att kallas skiffle. Meningarna är delade om Lonnie Donegan var den förste att spela skiffle i England, men det var han som gjorde musikgenren känd och spridd, bland annat till Sverige. Här var Chilos och Robbans skifflegrupper mycket populära under några år. Många skifflegrupper bildades också i England, en av dem startades 1957 under namnet The Quarrymen och leddes av John Lennon.
Donegans skiffleframträdanden blev uppskattade och han fick chansen att spela in en skiva, "Rock Island Line". Den blev en stor hit i England, där den som bäst var åtta på listan. Det var den första debutskiva som blev guldskiva i England. Även i USA blev den stor och hamnade på Topp 10.
Det här blev starten på Lonnie Donegans solokarriär och han fortsatte spela musik som var en blandning av cajun, blues, bluegrass och gammal engelsk music hall-musik. Men skifflemusiken hade en relativt kort levnad och dog ut efter cirka sju år. Han fortsatte ändå inom show business och skrev bland annat Tom Jones hit "I'll Never Fall In Love Again" 1969.
Lonnie Donegan hade mellan 1955 och 1962 22 låtar på den engelska listan. Här är några av dem: "Cumberland Gap" (plats 1, 1957), "Gamblin' Man/Putting On the Style" (plats 1, 1957), "The Grand Coolie Dam" (plats 6, 1958), "Sally Don't You Grieve" (plats 11, 1958), "Tom Dooley" (plats 3, 1958), "Does Your Chewing Gum Lose Its Flavour" (plats 3, 1959), "Battle Of New Orleans" (plats 2, 1959), "My Old Man's A Dustman" (plats 1, 1960), "I Wanna Go Home" (plats 5, 1960; senare känd som "Sloop John B" med The Beach Boys), "Have A Drink On Me" (plats 8, 1961; ursprungligen skriven av Lonnie åt Adam Faith, som dock inte ville ha den), "Michael Row The Boat" (plats 6, 1961), "The Party's Over" (plats 9, 1962), "Pick A Bale Of Cotton" (plats 11, 1962; Lonnie Donegans sista listplacering).
Under 1970-talet turnerade Lonnie Donegan en del i USA och där fick han den första av flera hjärtattacker. Dessa ledde till att han under åren fick genomgå ett par bypassoperationer. 1978 spelade han in en LP, "Putting On A Style", där artister som Elton John och Ringo Starr medverkade. År 2000 spelade han tillsammans med Van Morrison in skivan "Skiffle Sessions: Live In Belfast".
Lonnie Donegan avled av en hjärtattack 2002, mitt under en turné i England.

## Diskografi i urval
Singlar
- 1955 – "Rock Island Line" / "John Henry" (UK #8, US #8)
- 1956 – "Diggin' My Potatoes" / "Bury My Body"
- 1956 – "Lost John" / "Stewball" (UK #2)
- 1956 – "On A Christmas Day" / "Take My Hand Precious Lord"
- 1957 – "Don't You Rock Me Daddy-O" (UK #4)
- 1957 – "Cumberland Gap" (UK #1)
- 1957 – "Gamblin' Man" / "Puttin' On the Style" (UK #1)
- 1957 – "My Dixie Darlin'" / "I'm Just a Rolling Stone" (UK #10)
- 1957 – "Jack O'Diamonds" / "Ham 'N' Eggs" (UK #14)
- 1958 – "The Grand Coulee Dam" / "Nobody Loves Like an Irishman" (UK #6)
- 1958 – "Midnight Special" / "When The Sun Goes Down"
- 1958 – "Sally Don't You Grieve" / "Betty Betty Betty" (UK #11)
- 1958 – "Lonesome Traveller" / "Times Are Getting Hard Boys" (UK #28)
- 1958 – "Tom Dooley" / "Rock O' My Soul" (UK #3)
- 1959 – "Does Your Chewing Gum Lose Its Flavour (On the Bedpost Overnight?)" / "Aunt Rhody" (UK #3, US #5)
- 1959 – "Battle Of New Orleans" / "Darling Corey" (UK #2)
- 1960 – "My Old Man's A Dustman" / "The Golden Vanity" (UK #1)
- 1960 – "I Wanna Go Home (Wreck of the 'John B')" / "Jimmy Brown the Newsboy" (UK #5)
- 1960 – "Have a Drink on Me" / "Seven Daffodils" (UK #8)
- 1961 – "Michael Row the Boat" / "Lumbered" (UK #6)
- 1962 – "The Party's Over" / "Over the Rainbow" (UK #9)